# فکیک
فکیک (به بربری: Ifiyey) یکی از شهرهای مرزی کشور مراکش است.

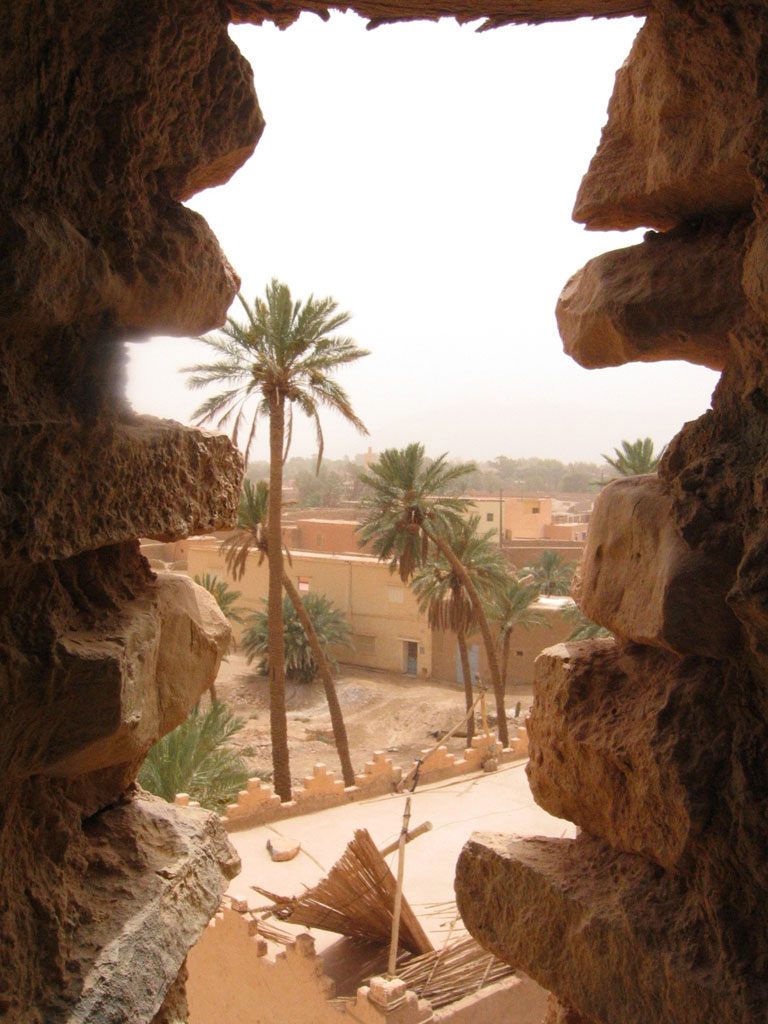

فکیک در نزدیکی وجده قرار دارد.